# 鹿兒島實業高等學校
鹿兒島實業高等學校是位於鹿兒島縣鹿兒島市五個別府町地區的私立高等學校。
該校棒球部自1960年代起成為鹿兒島縣內的常勝軍，至今成為鹿兒島代表參加全國高等學校棒球錦標賽已累積超過十次，入選選拔高等學校棒球大會也已近十次，因此與樟南高等學校、鹿兒島市立鹿兒島商業高等學校同樣經常代表鹿兒島出賽的學校被合稱為「鹿兒島御三家」。

## 歷史
學校於1916年成立於西千石町，最初名為「私立鹿兒島實業中學館」，1917年成為實業學校後更名為「私立鹿兒島實業學校」並設立商業科，隔年學校遷移至西田町，1920年增設工業科。
1948年配合日本的學制改革更名為「鹿兒島實業高等學校」。
1995年遷移至現址。